# Musée de l'informatique

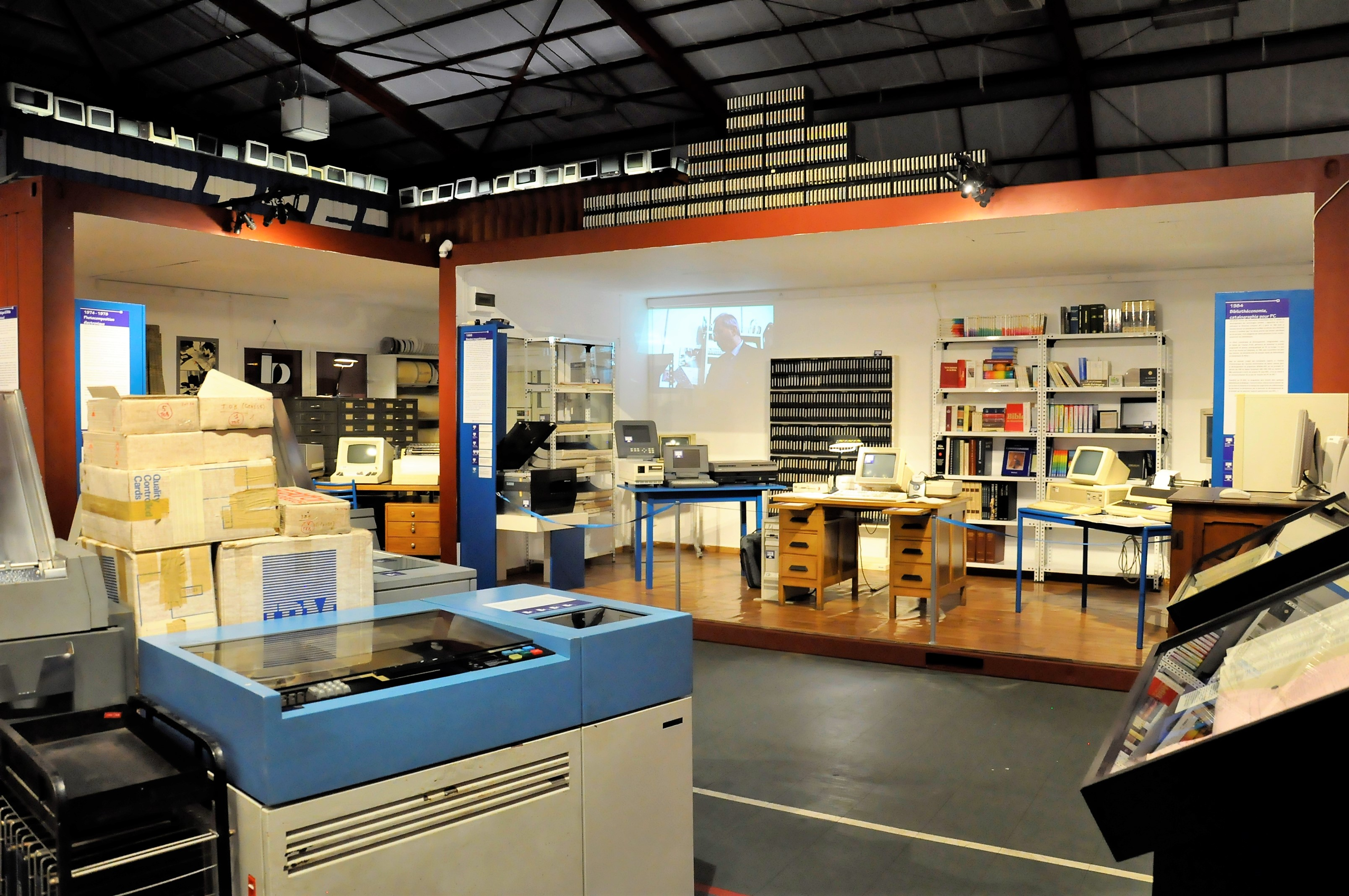
Une salle du Computer Museum en Belgique

Un musée de l'informatique est un type de musée consacré à la préservation d'anciens modèles d'ordinateurs. Il en existe plusieurs :
- aux États-Unis :
  - en Californie, le musée de l'histoire de l'ordinateur, à Mountain View[1] ;
  - au Tennessee, le Vintage Geek Museum à Knoxville;
- en Belgique, le Computer Museum NAM-IP - Musée de l'informatique Pionnière ;
- en France, il existe :
  - Une salle au sein du Musée des Arts et Métiers du Conservatoire national des arts et métiers. En particulier, le CNAM conserve un exemplaire du supercalculateur Cray 2[2].
  - à Paris et Aix-en-Provence, l'association WDA, depuis Juin 1988,
  - à Grenoble, l'aconit se consacre à la conservation et la restauration d'ordinateurs anciens, depuis Janvier 1985,
- en Allemagne, le Heinz Nixdorf MuseumsForum  de Paderborn[1] ;
- au Royaume-Uni, le National Museum of computing[1] ;
- en Suisse, le musée Bolo, à Lausanne ;
- en Italie, à l'université de Pise, le Museo degli strumenti per il calcolo;
- aux Pays-Bas, le Home Computer Museum à Helmond. Ce musée interactif est spécialisé dans le matériel domestique ;
- en Estonie, le Arvutimuuseum à Talinn.

## Difficultés de pérennisation des musées de l'informatique

### En France
Plusieurs musées de l'informatique ont existé, notamment :
- à la Grande Arche de la Défense, le Musée de l'Informatique désormais fermé ;
- à Rouen, le Musée BIOS (Biens Informatique Obsolètes Secourus), fermé en 2017.

L'association WDA indique avoir sauvé :
- plus de 60% de la collection "AntéMémoire" de l'ancien "Musée de l'informatique" de Paris et
- l'entière collection de l'association "BIOS" de Rouen[3].

A l'été 2022, le CNAM, Inria et la Société Informatique de France ont uni leurs forces pour (re)créer le projet MINF : pour un musée informatique en France.

### En Suisse
A la suite de la pandémie de COVID, le musée Bolo, en difficulté financière a fait une campagne de levée de fonds pour se relancer.

### Ailleurs
- Aux États-Unis, en 2024, le Living Computers Museum de Seattle, musée de l’histoire de l’informatique fondé par Paul Allen, co-fondateur de Microsoft, décédé en 2018, a fermé définitivement[5]. Sa collection a fait l'objet d'une vente organisée par Christies en août-septembre 2024[6].
- au Québec, le iMusée, à Montréal[7] ;
- en Tchéquie, le musée Apple de Prague, fermé en 2020.